# 侯叔獻
侯叔獻（1023年—1076年），字景仁，宜黄县新丰乡侯坊人。北宋水利家。
慶曆六年（1046年）進士，初任雍邱尉、桐庐令。神宗熙宁初年，擔任淮南提举、两浙常平使。熙寧二年二月，王安石設「制置三司條例司」，與劉彝、谢卿材、程颢、卢秉、王汝翼、曾伉、王广廉等人分行諸路，查驗诸路农田、水利、赋役。熙宁三年（1070年），擢拔為都水监。熙宁六年，迁升為河北水陆转运判官兼都水监。熙宁九年（1076年）積勞成疾，病逝于扬州光山寺。